# Серр, Марсель де
Пьер Туссен Марсель де Серр де Месплес известный, как Марсель де Серр (фр. Marcel de Serres ; 3 ноября 1780, Монпелье — 22 июля 1862, там же) — французский геолог, спелеолог и натуралист. педагог, профессор. Член Академии наук и литературы Монпелье (с 1847).
Профессор минералогии и геологии Университета Монпелье с 1809 года. Занимал кафедру в течение 53 лет.
Основатель Научного общества Монпелье. Противник идеи эволюции.

## Научная деятельность
В его профессиональные интересы входило изучение окаменелостей человека и животных, обнаруженных им в пещерах юга Франции. Нашёл большое количество окаменелостей в регионе Лангедок.
Автор важных исследований о строении и функции фасеточных глаз насекомых, о распространении животных на Земле, о причинах миграции птиц.

## Избранные труды
- Les animaux et les végétaux dont on ne retrouve plus les analogues à la surface de la terre, peuvent-ils être considérés comme les souches des races actuelles? (1835);
- La cosmogonie de Moïse comparée aux faits géologiques (1838);
- Nouveau manuel complet de paléontologie (1846).